# 露西·莱比
露西·莱比（英語：Lucy Letby，1990年1月4日—），英国連環殺手，曾于英格兰切斯特的切斯特伯爵夫人医院担任新生儿护士。2015年6月至2016年6月，露西先后袭击13名新生婴儿，造成其中7人死亡。2018年7月，警方对露西进行逮捕，露西其后获保释，2019年6月和2020年11月两度被捕，最终被控八项谋杀罪、十项谋杀未遂罪。
经过长达10个月的审判，曼彻斯特刑事法院于2023年8月21日裁定露西在2015年6月至2016年6月间谋杀7名婴儿、谋杀6人婴儿未遂的罪名成立，判处其终身监禁，露西因此成为现代英国历史上杀害儿童最多的连环杀手。

## 早年经历与职业生涯
露西·莱比于1990年1月4日在英格兰赫里福德出生，中学就读于艾尔斯通学校和赫里福德预科学校。一位从初中起就认识露西的朋友透露，露西母亲分娩她的过程十分艰难，所以她“非常感谢救她一命的护士”，更在日后走上了从事护士工作的道路，“所做的一切就是为了走向成为护士的终极目标”。另一位朋友认为露西举止“笨拙、怪异”。露西大学就读于切斯特大学护理系，期间担任见习护士，在利物浦女子醫院和切斯特伯爵夫人医院进行为期三年的实习。露西是家中独女，也是家族第一个大学生，2011年9月毕业。
2012年，露西成为切斯特伯爵夫人医院新生儿病房的注册护士。根据2013年的一份履历，露西负责“照顾大批需要不同等级照顾的婴儿”，当中她表示自己乐于“见证他们（病情）好转、支持他们的家人”。露西还参与医院为新生儿病房患者筹集资金的活动。父母称露西谈论自己生活的时候非常高兴，很开心地跟他们说了自己如何单身，以及单身的快乐.。
除此之外，露西还于2012年底和2015年初在利物浦女子醫院实习，她被法庭定罪后，当局曾对这两段实习展开调查，但未发现她在该医院杀过人。2016年6月，切斯特伯爵夫人医院的顾问要求管理层解除露西的临床职务，以待对露西的行为进行调查。早在2016年4月，新生儿病房的主任把露西的晚班调到白班。后来露西被调到医院的患者体验团队，之后又轉到风险与病人安全办公室，直至2018年被警方逮捕。

## 案件调查
2015年6月，伯爵夫人医院的一名顾问兼新生儿科医生对同月发生在新生儿病房的四起离奇死亡事故展开调查，其中三起是在同一个月发生的，而且是在露西值班的时候。新生儿病房的顾问医生认为事态严重，将事件通报给医院的信托委员会，结果只被委员会认定为“用药失当”，而非“涉及非正常死亡的严重事件”。而如果认定为“涉及非正常死亡的严重事件”，医院就要立刻展开调查。而翻看病房过往的历史，新生儿病房一年死亡的新生儿不过两三人，但2015年6月和8月两个月内就有四人死亡，情况确实不正常。而且更为离奇的是，在进行心肺复苏的时候，这些新生儿并没有出现往常那样的效果。一般来说，如果新生儿的心跳恢复正常，呼吸也会有所改善，但事件中的新生儿并没有出现这种情况。针对这种情况，后来负责调查案件的高级警探、警司保罗·休斯（Paul Hughes）认为，身在为弱势病人准备的病房里，患儿随时可能死亡。然而这种观点纯属误解，事实上患儿死亡通常是可以事先预料的，即便是少数无法预测的情况，一般都可以在医学层面找到解释，而本案不是这样。
后来病房主任于2015年10月对露西进行单独审查，结果发现露西是事发时在场的唯一一位普通工作人员，而且迟迟未向主管的新生儿科医生报告情况。同月，新生儿科病房的顾问医生向护理主任转达了对露西的担忧。2016年2月，护理主任与其他医生顾问对新生儿病房五起非正常死亡事件及其他原因死亡事件展开调查，结果发现这些事件的共同点是露西在病房里。新生儿科主任医生通过电邮将调查报告发给医院信托委员会的医疗主任，要求召开会议。最终会议于2016年5月召开，行政团队认为事件纯属巧合，未采取实际行动。根据母亲和婴儿-通过英国各地的审计和保密查询降低风险组织的报告，2015年6月至2016年6月新生人死亡率至少提升10%，2015年的总死亡人数是2014年的两倍之多，已经上升到被认为是“正常”的水平之上。2016年2月，护理质量委员会对医院进行视察。委员会表示与医院信托委员会的医疗主管进行了探讨，包括员工向管理层提出疑虑时所面临的调查。除此之外，他们没有向医疗主管强调医院的高死亡率。委员会报告提到了新生儿病房存在“人手短缺”和“技术混合”问题，但却赞扬医院的信托委员会有“非常正面的文化”，“员工觉得受到很好的支持，能够提出问题并获得专业发展”。
2016年6月24日，两天内连续有两对三胞胎死亡后，新生儿科主任医师致电值班主管，要求将露西调出新生儿病房，但被值班主管拒绝，认为露西可以留在病房工作，而且如果她照顾的婴儿出现了问题，她“会很乐意负担责任”。2016年6月底，信托委员会的执行董事进行会议，商讨是否要向警方通报事件，这是他们第一次考虑报警。而在这个时候，新生儿病房已经出现了七起非正常死亡案件。执行董事认为露西涉及事件的证据只是“间接”的，担心报警会让医生展开“猎巫行动”。他们还担心警方介入调查会对委员会造成“声誉”上的影响，所以决定不通知警察。相反，医疗总监和首席执行官决定让皇家儿科与儿童健康学院展开独立评估，评估行动于2016年9月启动。与此同时，新生儿病房服务评级于2016年7月被降低，不再接受怀孕时间不足32周的早产儿，现有婴儿则转送到西北英格兰地区的其他医院，包括奥尔德·海儿童医院。
信托委员会决定缩窄调查范围，不再调查露西的行为或婴儿死亡案件，改为调查整体服务。皇家儿科与儿童健康学院于2016年10月将调查结果转交给医疗总监与首席执行官，两人无法找到新生儿病房死亡率上升的明确解释，但注意到病房存在人手不足、缺乏资深人士的问题。报告建议对每一起死亡案件进行详细的案例调查。医疗总监安排大奥蒙德街医院的新生儿科顾问医生简·霍顿（Jane Hawdon）进行案例调查，而简一开始不打算进行详细调查，理由是缺乏时间，但可以提供简略的调查结果。后来她对医疗记录进行简要调查，将简单的报告发送给信托委员会的管理层。在这份报告中，简认为四起案件如果由当地对环境及工作人员进行法医调查可能会更好 。信托委员会主席称自己在调查范围及调查结果方面受人误导 。尽管皇家儿科与儿童健康学院对事件展开了全面的外部独立评估，霍顿也在现场评估后给出意见，医院董事会的会议记录还是显示医疗总监告诉董事会，皇家儿科与儿童健康学院和霍顿的评估结果显示新生儿病房的死亡事件是由领导层导致的，已经及时干预。
2016年9月，露西对调离临床岗位提出申诉，2017年1月被董事会驳回，尽管认为职务调动是由顾问医生策划的，没有实质证据。在报告中，董事会支持露西重返新生儿病房，安排她在利物浦奥尔德·海儿童医院实习，同时支持她考取高级证书或硕士学位。医疗总监也在报告中认为委员会是想“保护露西·莱比免受指控影响”。2016年12月22日，信托委员会的首席执行官会见了露西和她的父母，代表委员会道歉，承诺提出指控的医生会接受处分。应首席执行官要求，顾问医生团队于2017年2月向露西发了一封道歉信。
2017年3月，应地方新生儿科主管建议进一步调查，顾问医生团队要求管理层通报警方。2017年4月27日，医院方面向柴郡警察局表达担忧。露西原定于2017年5月3日返岗工作，但医院于2017年5月对外宣布警方介入调查，认为此举“保证让我们排除非自然死亡原因”。警方调查行动代号“蜂鸟行动”（Operation Hummingbird）。

### 案件时序
第一起受到怀疑的事件发生在2015年6月8日。当天晚上8点，一位健康的双胞胎男婴在新生儿病房的1号育婴室接受照护，其指派护士为露西。当时其他护士将这位男婴转交给露西，彼时儿科挂号员已经下班，露西上夜班已经30分钟。26分钟后，露西打电话给医生，说婴儿的健康状况急剧恶化，一个半小时后宣告死亡，此时露西上工还不到90分钟。儿科挂号员后来作证时说，第二天上班的时候，她听到男婴死亡的消息，“非常震惊”“完全出乎意料”“非常令人沮丧”。她称男婴整天都没有出过状况，大家把他照顾得很好，她“根本不担心”他或者他的双胞胎姐妹的情况。护士同事表示，男婴情况开始恶化的时候，她看到露西站在婴儿保温箱前，一开始没有进行干预。同事看到男婴在露西的照顾下没有恢复过来，立马上前干预。出现在现场的医生表示婴儿A（即男婴）死亡后，他的身上出现了不寻常的蓝白色斑点，这是他们从未见过的。这种症状后来也出现在其他婴儿身上，据称是被人故意注射空气导致的。婴儿A死亡第二天，露西在Facebook上搜索他父母的资料。
婴儿A死亡的28小时后，他的双胞胎姐妹婴儿B（Child B）也离奇昏迷，需要进行心肺复苏。婴儿A死亡后，他的父母一直在育婴室里陪着婴儿B。但婴儿B出现状况后，两人被要求到别的地方休息。调查显示，婴儿B体内出现了由空气引起的肠梗阻，后来证实是被人注入空气导致。婴儿B出现状况的25分钟，露西给她喂过食。而在这一个小时前，婴儿B也出现了和婴儿A一样的皮疹，证明她也被注射了空气。
几天后，身体状况一向不错的婴儿C死亡了。另一位护士离开育婴室后没多久，这位男婴就出现状况。护士听到监护仪的报警声返回病房，看到露西站在监护仪前，而露西并不是这位男婴的指派护士。值班领导让露西管好自己负责的患儿进行；领导后来作证的时候，表示婴儿C死亡的时候，她一直把露西从家属活动室拉走。婴儿C的父母后来回忆，一位护士推着装有呼吸器的婴儿篮进来，说：“既然你们已经告别过了，不如让我把它带过来吧？”不过那时孩子还活着。
2015年6月22日凌晨，女婴D在三次出现状况后死亡。在进行抢救的时候，现场人员发现女婴的皮肤已经变色。尸检X-光显示女婴脊椎前有一道气体造成的“醒目”直线，与被注入血管的空气一致。一名在后来接受问话的医生表示，这种迹象不能用自然原因解释。女婴的母亲则注意到孩子出现状况的几个小时前，莱比曾在他们一家人面前“徘徊”。
7月2日，一名医生对最近突然出现的事故提出担忧，然而院方没有对露西采取行动。经过风平浪静的一个月，2015年8月4日，一名母亲走进病房，准备给她的男婴E喂乳的时候，发现露西故意攻击她的孩子。这位母亲发现自己的孩子非常痛苦，嘴流出鲜血，而露西只是在附近“闲逛，什么事也不做”，仿佛是在装忙。男婴E后来因为失血过多死亡，死因据说是被注入空气，而男婴的呕吐物中也出现了血迹。第二天晚上，婴儿E的双胞胎兄弟婴儿F被送往2号育婴室，此时露西正在育婴室里照顾另一位婴儿。凌晨1点54分，婴儿F突然出现血糖下降，心率大幅度攀升。不过婴儿F最终活了下来，后来进行的血液检测显示婴儿服用了剂量“非常高”的外源性胰岛素，而他并不需要这种药。由于新生儿病房的婴儿都没有被医生开具胰岛素处方，大家并不知道为什么婴儿F会服用这种药，而胰岛素一直放在护士站附近的一个冰箱里，这个冰箱上了锁。之后在庭审中，露西没有否认婴儿F被故意注射胰岛素，但认为注射的是其他人。之后的几个礼拜、几个月，露西在社交媒体上搜索婴儿E和F父母的资料。也是在这个时候，首席顾问医生对莱比仍然在病房内工作表示不满，但这个说法遭到驳回。
2015年9月7日是婴儿G的100天纪念日，病房的护士拉起横幅、买来蛋糕，为婴儿的父母庆祝。然而在当天，婴儿G突然出现状况，之后三个礼拜两度出现情况。第一次出现状况的时候，这位女婴被送到阿罗公园医院救治，五天后再次出现情况，当时露西给她喂食才15分钟。婴儿G最终活了下来，但因为发生在她身上的事情落下重度残疾。在场人士注意到女婴出现喷射性呕吐，呕吐的量非常大，就连行军床旁边的椅子和顶篷都沾上了；在场的一位医生表示自己从未见过这种情况。当时女婴的心率和氧气水平也下降到异常低的水平。医生表示如此大量的呕吐物不能通过自然原因解释。后来在庭审中，一位担任医生的专家目击证人总结称，婴儿出现如此异常的呕吐，唯一合理的解释是其摄入的母乳量远超于应该分配给喂食管的母乳量，而这种情况不可能是偶然发生的。后来发现露西故意修改了婴儿检测表上的体温，让外人觉得婴儿G的身体状况在出现状况前就已经不好，同时还修改了婴儿G出现状况的时间，让人以为状况是在露西同事给婴儿喂奶时出现的。有护士注意到，露西就女婴出现情况向其他人求救后，她来到现场，发现连在身女婴身上、用来测血氧饱和度及心率的机器被关掉。另一名同事还注意到，婴儿G最初出现状况的那天，正式她预计出生的日期。
六个礼拜后的2015年10月23日，婴儿I去世，此前这位女婴已经四次出现状况。第四次出现状况的时候，有护士发现露西站在女婴的保温箱旁。女婴I葬礼当天，露西向女婴的夫妇寄去慰问卡，而露西的手机中就存有这张卡；而露西还打算参加葬礼。另外两次，婴儿I的胃里出现大量空气，影响呼吸。第二次出现情况前，露西非常可疑地告诉同事，说婴儿I“脸色看起来很苍白”，而他们当时站在通往育婴室的大门旁，育婴室很好，他们明显看不到婴儿的脸。随后负责的护士打开灯，结果发现女婴没有了呼吸。据女婴I的母亲后来回忆，露西给她死去的孩子洗澡，而且还笑容满面，还说要为孩子拍一张照片。医生发现女婴I的皮肤出现了不寻常的斑点，X光检查发现婴儿的胃部明显增大，明显是被故意注入了空气。事发后，露西在Facebook上搜索女婴I母亲的资料。
10月23日，医院管理层对新生儿病房医生的担忧表示警惕，要求医生“不要大惊小怪”。随后进行的人员审查显示可疑事件发生的时候，露西总是在值班。而在2016年2月，有医生曾请求与高层召开“紧急会议”，但是会议直到2016年5月才召开。
2015年圣诞节早上的11点26分，露西在Facebook上搜索双胞胎婴儿E和F父母的资料。
2016年4月，院方对露西及可疑事件表示担忧，把她调到日班。可没过多久，白班也出现状况。2016年4月9日，双胞胎兄弟婴儿L和婴儿M在数小时内突然出现状况。检测显示婴儿L的血液出现了莫名其妙的胰岛素，而且量非常大，超出了仪器的测量范围。几个小时后，婴儿M的心率及呼吸急剧下降，生命垂危。专家认为婴儿M的心率之所以失常，乃是血管被注入空气所致。婴儿M虽然活了下来，但却落下大脑受损的残疾。值得注意的是，婴儿L和M出现状况时的环境，与婴儿E和F当时的情况几乎一样，两对双胞胎都是一个被注入胰岛素，另一个被注射空气。被注射胰岛素的婴儿F活了下来，相比之下婴儿L被注射了两剂胰岛素，暗示露西故意加大剂量，确保婴儿L失去生存机会。
5月11日，医院管理层召开紧急会议，但未采取任何行动。
一个月后，婴儿N喉咙受伤，险些丧命。经检查，医生发现男婴喉咙下部出现血及“不寻常”的肿胀。有目击者表示曾时不时听到婴儿“尖叫”。婴儿N的父亲后来回忆，他看到孩子的嘴角有血。
最后两起案件分别发生在6月23日和24日。出现状况的两名婴儿出自一队三胞胎，为兄妹（姐弟）关系。当时露西从西班牙伊维萨岛旅游回来后第一天上班，当时露西给同事发消息，说自己会“满血回归”（原文为“probably be back in with a bang”）。涉事婴儿O原本“非常”健康，准备出院回家，但却在6月23日出现状况。婴儿最初出现状况的时候，另一名护士建议把他转送到照顾病情最严重患儿的1号育婴室，但被露西拒绝，结果不到两小时，婴儿两度出现状况。婴儿虽然活了过来，但之后再度两次出现状况，大约三个小时后宣告不治身亡。主治顾问医生表示，在接受心肺复苏后，婴儿的情况“应该有所好转”。尸检X光检查显示男婴体内出现不寻常的空气，肝受损；据一名独立病理学家后来裁定，肝受损是由“冲击损伤”造成，类似于车祸中的情况。婴儿O去世的13分钟后，露西为她的三胞胎弟弟（哥哥）婴儿P喂食，这位本来就快出院的男婴随后出现状况，其横膈膜不知为何出现破裂。救治医生原打算把他转送到另一家医院，可露西突然问：“他不可能活着离开这里，对吧？”不久后，男婴死亡。和前面一样，X光检查显示婴儿体内有大量气体。顾问医生认为两起案件“非比寻常”，已达到“临界点”，建议采取“严厉”行动。在一名顾问医生同意下，原本要来接送婴儿P的医护人员把三胞胎的唯一一名幸存者转送其他医院。这位医生表示是在婴儿父母乞求下批准转送的，当时她也觉得露西会对幸存者构成“致命危险”。婴儿P去世，露西跟一名医生发消息，说自己会“像老鹰一样看着他们（指婴儿P和幸存婴儿）”(原文为：“Hmm maybe. I'll be watching them both [Child P and the surviving triplet] like a hawk”)，又说“我能行的，只不过我真的不想待在这里，希望我能得到新的认可。”(原文为：“I'm OK. Just don't want to be here really. Hoping I may get the new admissions”)
三个礼拜后，露西被调离岗位，从此可疑的事件就再也没有发生。

## 司法过程

### 逮捕与指控
2018年7月3日，经过对切斯特公爵夫人医院新生儿高死亡率进行长达一年的调查，警方以八项谋杀罪、六项谋杀未遂罪的指控逮捕了露西·莱比。露西被捕后，她在切斯特的住宅被警方搜查。警方随后扩大调查范围，包括露西曾经工作过的另一家医院利物浦女子醫院，初步调查未找出该医院的病人受伤害的证据。尽管如此，自露西被定罪以来，警方还是对露西的整个职业生涯进行调查，包括她在利物浦女子医院工作的时期。
2018年7月6日，警方继续调查期间，露西获得保释。2019年6月10日，因涉嫌八起谋杀案、九起谋杀未遂案，露西再次被捕，2020年11月10日又一次被捕。2020年11月11日，露西正式被控八项谋杀罪、十项谋杀未遂罪。露西放弃保释，由警方还押。她否认总共22项控罪，将婴儿死亡事件归咎于卫生条件及人员配备水平。
2020年3月13日，露西被护理和助产委员会下发临时停职令。委员会首席执行官兼注册官安德丽娅·萨克利夫表示会采取纪律行动，计划将露西除名。

### 庭审
2022年10月10日，曼彻斯特刑事法院正式审理露西·莱比案件，由詹姆斯·戈斯法官审理，审理预计持续半年。露西对涉及十名婴儿的七项谋杀罪、十五项谋杀未遂罪表示不认罪，露西父母及受害者家属出席庭审。
为保护受害新生儿隐私，法院要求媒体报道时不能公布他们的姓名，只能以儿童A（Child A）至儿童Q（Child Q）来称呼。《衛報》记者海伦·皮德（Helen Pidd）认为17名涉事婴儿9名涉事同事的身份保密要求在国安案件以外的诉讼过程中很少见。早在案件正式开审的两年前，凯伦·斯泰恩法官就规定不能公布未满18岁当事人的身份。涉事婴儿的父母希望能保护职业在内的个人信息不被公开，惟凯伦法官裁定其中一名家属的从事与案件相关的医生工作，且医生身份不会让该家属被公众认出，故没有批准隐藏该名人士的身份。此外，多名涉事同事提出要匿名出庭作证，当中包括一名被露西痴迷的医生。对此，法官认为同事证词比他们的身份被公众认出更重要。
检方认为，一直以来，露西在医院的新生儿病房就是“恶意的存在”，称她在Facebook上搜索多名婴儿父母的资料，当中两人是受害者的父母。此外，她还向一个病人的家属寄去慰问卡。检方指出，露西向两名患儿的血管注射空气，用胰岛素杀害其他婴儿。其中一名受害婴儿的母亲表示，自己有一次碰到露西要杀掉她的孩子，她上前阻止的时候，露西还“相信我，我是护士”。报道指，庭审期间，露西不止一次在受害者父母陷入悲伤的时候闯入房间。
辩方律师指出，在已经崩坏的医疗体系中，露西是一位尽心尽责的护士，而检方的案件建基于“假设某人做出故意伤害，外加莱比小姐碰巧出现在多个场合”，认为案件是“繁忙的医院新生儿病房中的一起重大失误，而这个失误远不及归咎于一个人”。据称莱比所谋杀的一个男婴“异常流血”，可能是用坚固的掉线或管子造成的。另外有一个婴儿被注射了剂量非常大的胰岛素，不过没有死亡。不过，露西同事否认医院有使用胰岛素。
法院公开了露西向朋友发送的短讯，当中有一段提到了婴儿死亡的事件，露西称其“悲伤残酷”和“令人心碎”，并补充称“这不是我或是其他人造成的，是那些孩子没有而且不得不离开的可怜父母造成的，真是太令人伤心了”。露西还告诉同事，把婴儿A送到太平间是“她做过的最难过的事情”。切斯特医院的一位儿科医生在庭上表示，他和其他临床医生曾对露西表示担忧，但却被医院高层告知“不应该说这样的东西”，“不要大惊小怪”。另一名医生表示，有一次露西谈到一名新生儿，当中称“他不会活着离开这里的，对不？”，一个小时后这个孩子就死了。
庭审第四天，检方向法庭展示了露西的手写字条，上面写着“我是魔鬼，是我干的”，说她“故意杀害他们”，因为“不能照顾他们”。辩方认为字条是露西在恐惧和绝望中倾诉的痛苦，因为当时露西发现大家都在对她议论纷纷，主张露西写这种字条是在应付工作上出现的问题，包括向NHS信托申诉的程序。法庭还出现了露西写的其他字条，其中两则为“这事情为什么/如何发生的？是什么样过程导致了现在的局面？提出的指控是什么，是谁提出的？他们真的有支撑他们观点的书面证据吗？”“既然我没做过任何错事，他们也没有证据，我还躲起来干什么？”这两张字条表明露西对自己无法回到新生儿病房感到沮丧。
2023年5月，露西向法庭递交了自己的证据，称觉得自己很无能，但“无意害人”。在被问到为什么写“我是魔鬼，是我干的”的字条的时候，露西说她当时觉得，自己如果做错了事情，那就一定是十恶不赦的人。“不知为何，我变得无能，做了一些错事，影响了那些婴儿”，她说。她又表示指控对她的心理健康产生负面影响：“我觉得没有什么比自己被那样指控更糟糕的了。我感觉自己变了一个人，心理健康不断恶化，与病房里的朋友疏远。从自信的角度来看，这些指控让我开始质疑自己的各个方面。”露西在作证时流出眼泪。

### 判决
2023年7月10日，经过长达九个月的审理，主审法官戈斯进行了总结，之后陪审团决定是否定罪。自8月8日开始，陪审团陆续返回判决结果，至8月18日作出最终判决，判决细节同日公开。
陪审团认定，2015年至2016年期间，露西利用注射空气、过量喂食、胰岛素中毒、医疗器械攻击的方式杀害七名婴儿，裁定其七项谋杀罪名成立，露西因此成为现代英国历史上杀害儿童最多的连环杀手。除了七项谋杀罪名，陪审团也认定露西在同一时间谋杀六名婴儿未遂的七项杀人未遂罪名成立。与此同时，陪审团尚未对另外四个婴儿的谋杀未遂案件作出决定，故露西有两项谋杀未遂罪被判无罪。露西否认全部22项罪名，称婴儿死亡是医院卫生条件及人员配备水平导致的。
2023年8月21日，曼彻斯特刑事法院判处露西·莱比无期徒刑，为英国法律中最高刑期，露西因此成为英国历史上第四位被判无期徒刑的女性。前三位分别是：米拉·韓德麗，Rose West，和Joanna Dennehy。 主审法官戈斯认为露西犯下了“一场残酷、精心策划且愤世嫉俗的儿童谋杀行动，年纪最小、最脆弱的儿童牵涉其中”。在结案陈词中，戈斯称“深入研究（被害者）父母”“有一种近乎于杀人狂的深深恶意”“毫无悔意”“罪行的严重程度足以判下终身监禁”，故“没有考虑缓刑因素”。
由于露西拒绝出席，量刑的时候她没有在场，没有听取受害人影响陈述书及刑期。英国司法大臣阿列克斯·喬克表示政府“会尽早考虑修改法律的选项”，强制被告在量刑时在场。

## 动机推测
虽然露西没有明确透露杀人动机，检方在庭审中还是提出了露西杀人的多个可能性，包括出于无聊、从婴儿死亡产生的事件中“得到快感”、享受“扮演上帝”等。检方告诉陪审团，露西控制欲极强，享受当下发生的事情，一直在预测事态地发展。检方提出的另一个推测动机是露西希望用杀害来博得一位已婚医生的关注，而这位医生与她有“秘密”交往。如果婴儿病情急剧恶化，这位医生会被叫过来。对于上述推测，露西一概否认，澄清自己和那位已婚医生没有纠葛。
《卫报》在报道判决时指出，检方最接近让露西认罪的证据，是逮捕露西时在她的手提包内发现的几张留有手写字迹的便利贴，其中一张写着“我故意杀死他们，因为我照顾他们照顾得不好”。审判过程中，露西否认这是认罪，只是体现自己在接受调查时精神错乱。

## 后续

### 后续调查
判决下达后，警方又对露西是否谋害其他婴儿展开调查，包括涉及切斯特公爵夫人医院另外30名婴儿的可疑案件。2012年和2015年，露西还在利物浦女子醫院工作，警方调查了医院在此期间接受的所有新生儿，至少一名婴儿的家属被告知其孩子在医院出生的过程列入调查范围。

### 独立调查
露西被定罪后，英国政府对婴儿遇害时的现场环境进行了独立调查。衛生及社會關懷部表示调查会评估事发时的现场环境，包括临床医生的处置过程。由于调查行动非法律规定，调查人员不能强行要求目击者提交证据，但可以在需要的时候问话。案发时切斯特医院的医疗总监、首席执行官和护理主任均表示会全力配合调查。2018年8月和2018年9月，医院的医疗总监与首席执行官分别在与信托委员会签署保密协议的情况下辞职。
代表两位受害者家属的法律事务所斯莱特和戈登发表声明，主张调查人员有权强制目击者出庭作证，因为非法定听审必须是当事人出于善意分享证词才能进行。前司法大臣羅伯特·巴克蘭、切斯特市国会议员萨曼莎·迪克森和英国下议院健康与社会关怀特别委员会主席史蒂芬·布賴恩均主张进行公开聆讯。

### 其他回应
担任检方目击证人的儿科医生顾问德维·埃文斯（Dewi Evans）呼吁对露西案可能涉及的法人过失杀人罪进行调查。
皇家儿科和儿童健康学院表示：“我们必须从这些犯罪行为中汲取教训，了解露西·莱比是如何能够给这些婴儿带来伤害，这样类似的情况就不会再次出现了”，同时对独立调查表示欢迎。NHS英格兰首席护理官露丝·梅声明表示：“NHS全力预防类似事件不再发生，同时我们欢迎衛生及社會關懷部宣布展开独立调查，确保我们从这个可怕的案件中尽可能汲取教训。”代表全英国医生的英國醫學會呼吁对NHS主管及医疗保健机构的管理人员的过失行为进行问责，方式可参考醫學總會开除伤害病人的医生。
2023年8月，受审讯公开信息影响，露西·莱比任职时期在切斯特医院担任高级护理主任的艾莉森·凯莉（Alison Kelly）被暂停在北方护理联盟NHS基金会信托的高级护理官职务。